# Piesma capitatum
Piesma capitatum – gatunek pluskwiaka z podrzędu różnoskrzydłych i rodziny płaszczyńcowatych.

## Taksonomia
Gatunek ten opisany został po raz pierwszy w 1804 roku przez Johanna Friedricha Wolffa jako Acanthia capitata.

## Morfologia
Pluskwiak o ciele długości od 2,1 do 2,8 mm, ubarwionym głównie szarożółto lub szarozielono. Głowa jest ciemnobrązowa do czarnej z żółtymi plamami, między oczami silnie wypukła. Wydłużone w palcowate, niemal równoległe lub zagięte do wewnątrz wyrostki policzki osiągają u samców większą długość niż u samic i wystają poza nadustek. U nasady czułków występuje tylko jeden małych rozmiarów wyrostek. Na przedpleczu znajdują się dwa podłużne żeberka, dwie ciemne plamy, a jego blaszki boczne są węższe niż u płaszczyńca komosiaka i zaopatrzone jeden rząd oczek. Półpokrywy niekiedy mają białawą nasadę, natomiast zawsze pozbawione są wyraźnego, ciemniejszego plamkowania.

## Ekologia
Płaszczyniec te zamieszkuje siedliska o charakterze ruderalnym, jak przydroża, torowiska, ugory czy miedze. Występuje głównie na przedstawicielach rodziny komosowatych, których sokami się odżywia.

## Występowanie
Gatunek rozpowszechniony w krainie palearktycznej, sięgający na północ do 61° N. W Europie znany jest z większości krajów; brak go na Wyspach Brytyjskich i Islandii. W Polsce jest owadem pospolitym.